# 润肺草
润肺草（学名：Brachystelma edule）为夹竹桃科润肺草属的植物。分布在缅甸以及中国大陆的广西、云南等地，生长于海拔300米至1,200米的地区，多生长于山地林下，目前尚未由人工引种栽培。

## 别名
地饼（广西南宁）、短梗藤（俗称）